# Bahía Desvelos
Bahía Desvelos är en bukt i Argentina.   Den ligger i provinsen Santa Cruz, i den södra delen av landet, 1 700 kilometer söder om huvudstaden Buenos Aires.